# کوتوله فراسرد

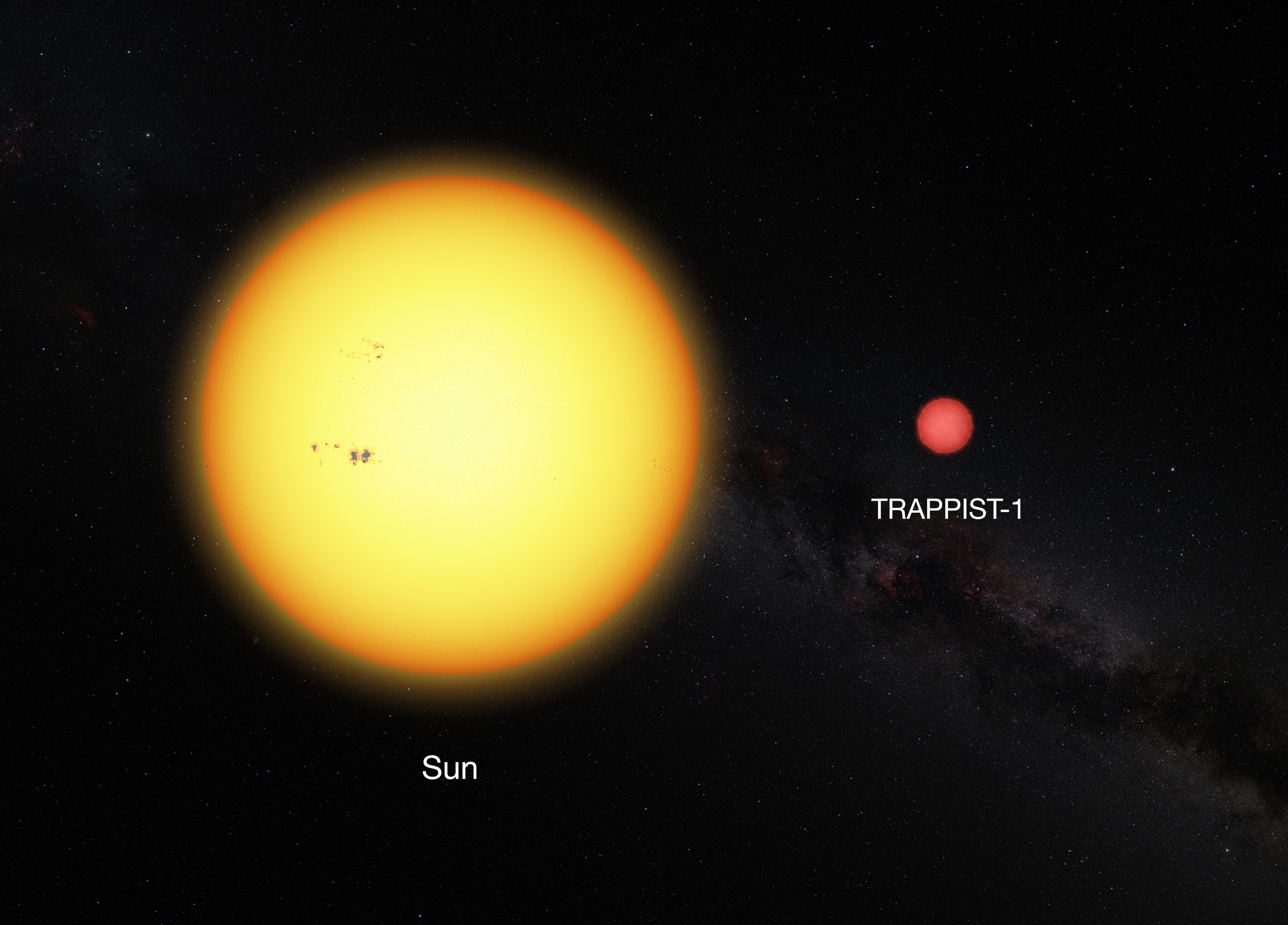
مقایسهٔ اندازهٔ تراپیست-۱ (یک کوتولهٔ فراسرد) و خورشید

کوتولهٔ فَراسرد (انگلیسی: Ultra-cool dwarf) یک ستاره یا شیء کوتولهٔ قهوه‌ای از کلاس M رده‌بندی ستارگان است که دمای مؤثر آن کمتر از ۲٬۷۰۰ درجهٔ کلوین (۲٬۴۳۰ درجهٔ سلسیوس) است. تراپیست-۱ نمونه‌ای از یک کوتولهٔ فراسرد به‌شمار می‌رود.
مفهوم ستارگان کوتولهٔ فراسرد در سال ۱۹۹۷ توسط دیوید کرکپاتریک، تاد جی. هنری و مایکل جی. اروین بیان شد. این گروه از ستاره‌ها گروهی ناهمگون از ستاره‌هایی را در بر می‌گیرد که شامل ستاره‌هایی با جرم بسیار کم و کوتوله‌های قهوه‌ای می‌شود. این دو گروه در مجموع حدود ۱۵ درصد از پدیده‌های اخترشناختی از ستارگان همسایهٔ خورشید را در بر می‌گیرند.